# Kościół Chrystusa Króla w Rokietnicy
Kościół Chrystusa Króla w Rokietnicy – rzymskokatolicki kościół parafialny znajdujący się w podpoznańskiej Rokietnicy przy ulicy Szamotulskiej.

## Historia i wyposażenie

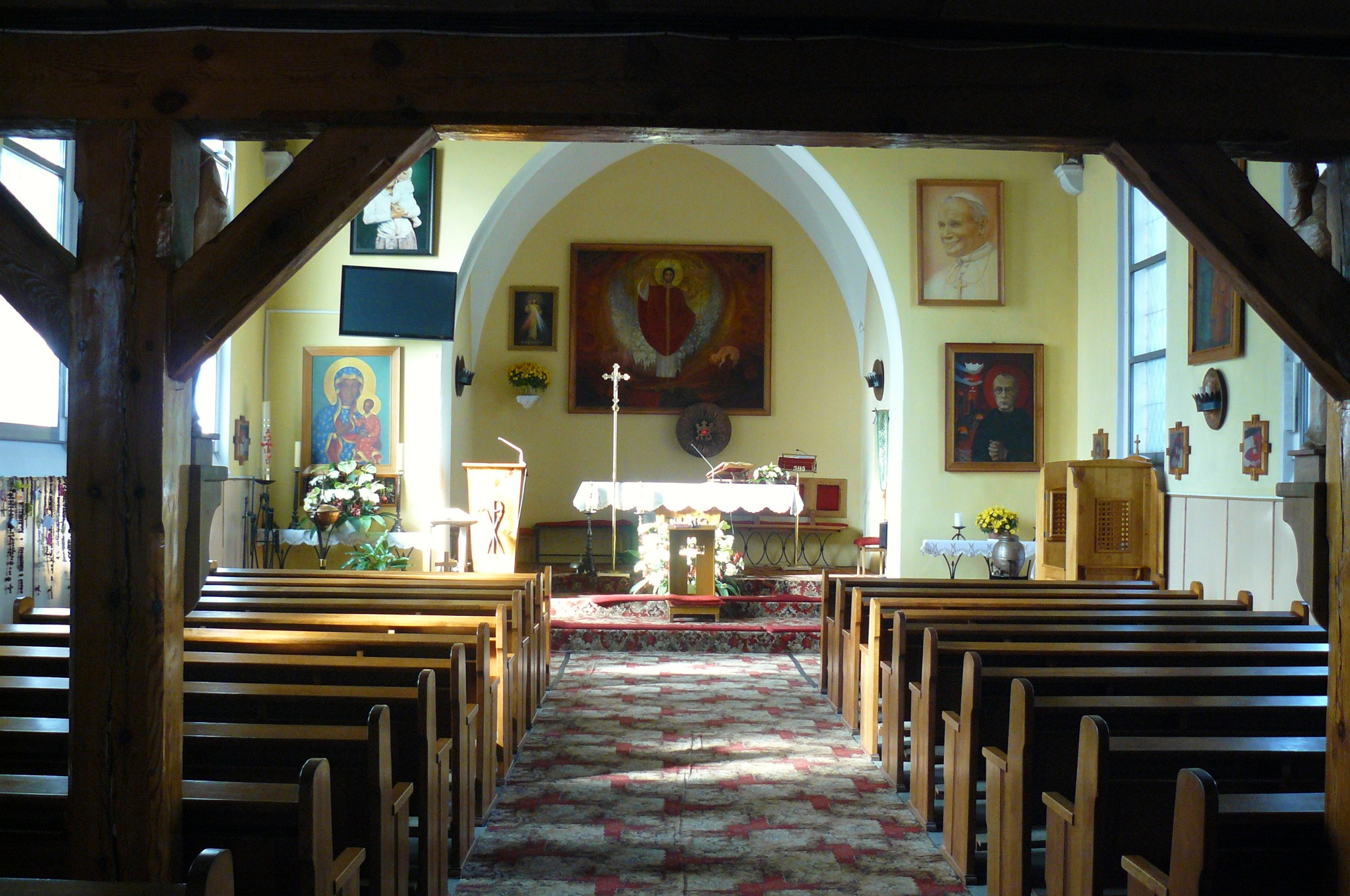
Wnętrze

Świątynia została wzniesiona około 1890 roku z fundacji właścicieli wsi, von Hantelmannów przez gminę ewangelicką. W 1945 kościół przejęli katolicy i ustanowili świątynią filialną parafii w Cerekwicy. W 1980 decyzją arcybiskupa poznańskiego Jerzego Stroby budowla ustanowiona została samodzielnym kościołem parafialnym. Świątynia posiada nieliczne elementy neogotyckie. Wybudowana została z cegły ceramicznej i nie była nigdy przebudowywana. Wyposażenie wnętrza pochodzi z XX wieku. Należą do niego m.in. powojenne obrazy: Chrystusa Króla Wszechświata oraz stacje drogi krzyżowej wykonane przez Wandę Gałczyńską.
Przy kościele nagrobek Gerti von Hantelmann (20.7.1914-10.9.1936) – fundatorki świątyni, a także kapliczka Serca Jezusowego z 1932 postawiona jako wotum wdzięczności za odzyskanie niepodległości w 1918. Pierwotnie stała u zbiegu ulic Szamotulskiej i Kolejowej i została tam sprofanowana przez niemieckich nazistów. W 1976 przeniesiona na obecne miejsce przez parafian. Na krzyżu misyjnym tabliczki upamiętniające misje z lat: 1989, 1999 i 2010.